# Captive Women
Captive Women sau 1000 Years from Now (1952) este un film științifico-fantastic  regizat de Stuart Gilmore; cu Ron Randell și Margaret Field în rolurile principale.

## Povestea
Povestea are loc în New York într-un cadru post-apocaliptic. Două triburi, Normalii și Mutanții, se luptă printre ruinele orașului. Mai târziu se grupează împreună în fața unei noi amenințări: un al treilea trib, numit Oamenii din amonte, care invadează Manhattanul prin tunelul Hudson, pentru a fura femeile celorlalte triburi.